# بن‌شهر (نیک‌شهر)
بن‌شهر، روستایی در دهستان دستگرد بخش بنت شهرستان نیک‌شهر در استان سیستان و بلوچستان ایران است.

## جمعیت
بر پایه سرشماری عمومی نفوس و مسکن در سال ۱۳۹۵، جمعیت این روستا برابر با ۵۵ نفر (۱۵ خانوار) بوده است.